# روشنایی دشت
روشنایی دشت یک مجموعه تلویزیونی محصول سال ۱۳۸۰–۱۳۸۱ به کارگردانی عبدالله باکیده، نویسندگی علی دین‌محمدی و عبدالله باکیده و سعید پورقرج تهیه‌کنندگی می‌باشد که از شبکه دو پخش شد. این مجموعه در ۱۳ قسمت ۴۵ دقیقه ای تهیه شد.

## خلاصه داستان
روشنایی دشت سرگذشت زن و شوهری است که قصد سفر به خارج از کشور را دارند در سال جدید مهندس فرزاد سلطانی در آستانه ورشکستگی اقتصادی است و مهتاب مادر خانواده برای دیدن خانواده خود عازم خارج از کشور است مشاجره‌های خانوادگی این زن و شوهر منجر به طلاق می‌شود. ساسان به حال اعتراض خانه را ترک می‌کند گم شدن ساسان بار دیگر مهتاب و فرزاد را کنار یکدیگر قرار می‌دهد تا با هم به جستجوی پسر خود بپردازند جستجوی آنها در تهران بی فایده است؛ زیرا ساسان پس از تصادف به رودخانه پرآبی سقوط می‌کند و آب وی را به جنگل‌های شمالی می‌برد عمو سهراب (عنایت بخشی) به همراه دخترش رعنا (سپیده ذاکری) از وی مراقبت می‌کنند ساسان که دچار فراموشی شده است در این مدت در کنار عمو سهراب زندگی می‌کند و در ماه محرم با آیین و مراسم عزاداری مردم آنجا آشنا می‌شود تا این که بر اثر حوادثی که به وجود می‌آید، حافظه خود را به دست می‌آورد و به تهران بازمی‌گردد…

## بازیگران
- افسانه بایگان در نقش مادر ساسان
- عبدالرضا اکبری در نقش مهندس فرزاد سلطانی
- مهدی امینی‌خواه
- مهدی سلوکیدر نقش ساسان پسر مهندس سلطانی
- افسون افشار
- سپیده ذاکری در نقش وکیل خانوادگی
- فرامرز واحد
- عنایت بخشی
- مهدی نصرتی
- مختار سائقی
- مجتبی بیطرفان
- رضا ایرانمنش
- مهدیس عزیزپور در نقش سایه خواهر ساسان
- فاطمه شریفی
- عباس سلیمانی
- حسین بخشی پور
- محمد خزائی
- حبیب ثامنیه
- حسن خوانساری
- ناصر جعفری
- حمید جوهری
- مسعود مهرگان
- لادن سلیمانی
- زهرا محمدی
- مجید صیادی
- سیدعلی شجره
- اشکان مشایخی
- فرزاد سائقی
- حاج علی تجلی
- هادی مسلمی
- علی اکبر یادگاری
- بهزاد صادقی
- علیرضا زمانی‌راسخ
- وحید باقری
- فرشته نوید
- عباس فتحی
- ماندا نوروزی
- راحله رزازی
- لیلا منصوری
- محسن دستمردی
- مریم فرزین
- ناهید فیضی‌زاده
- امیر شاه‌آبادی

## عوامل تولید
- کارگردان: عبداله باکیده
- نویسنده: عبداله باکیده و علی دین محمد
- موسیقی متن: سیدمحمد میرزمانی
- تدوین: حسن آقایی
- تهیه‌کننده: سعید پورفرج